# Pontania viminalis
Espèce
Pontania viminalis est une espèce d'insectes hyménoptères de la famille des Tenthredinidae, responsable de la formation de galles présentes sur la face inférieure, collées à la nervure principale des feuilles de Salix viminalis.
Aprostocetus deobensis est son parasite-prédateur.

## Synonymie
- Genre : Eupontania Zinovjev, 1985 [sous-genre]
- Espèces : 
  - Cynips viminalis Linnaeus, 1758
  - Eupontania brevicornis (Förster, 1854)
  - Eupontania crassipes (Thomson, 1871)
  - Eupontania gallarum Kopelke misident. (Hartig, 1837)
  - Eupontania kriechbaumeri misidentification Konow, 1901
  - Nematus baccarum Cameron, 1876
  - Nematus bellus Zaddach, 1876
  - Nematus brevicornis Förster, 1854
  - Nematus crassipes Thomson, 1871
  - Nematus curticornis Cameron, 1885
  - Nematus interstitialis ? Cameron, 1876
  - Nematus vollenhoveni Cameron, 1874
  - Pontania hungarica Enslin, 1918
  - Pontania lapponica Malaise, 1920
  - Pontania pusilla Lindqvist, 1964
  - Tenthredo saliciscinereae misidentification Retzius, 1783[1].
  - Euura viminalis (Linnaeus, 1758)

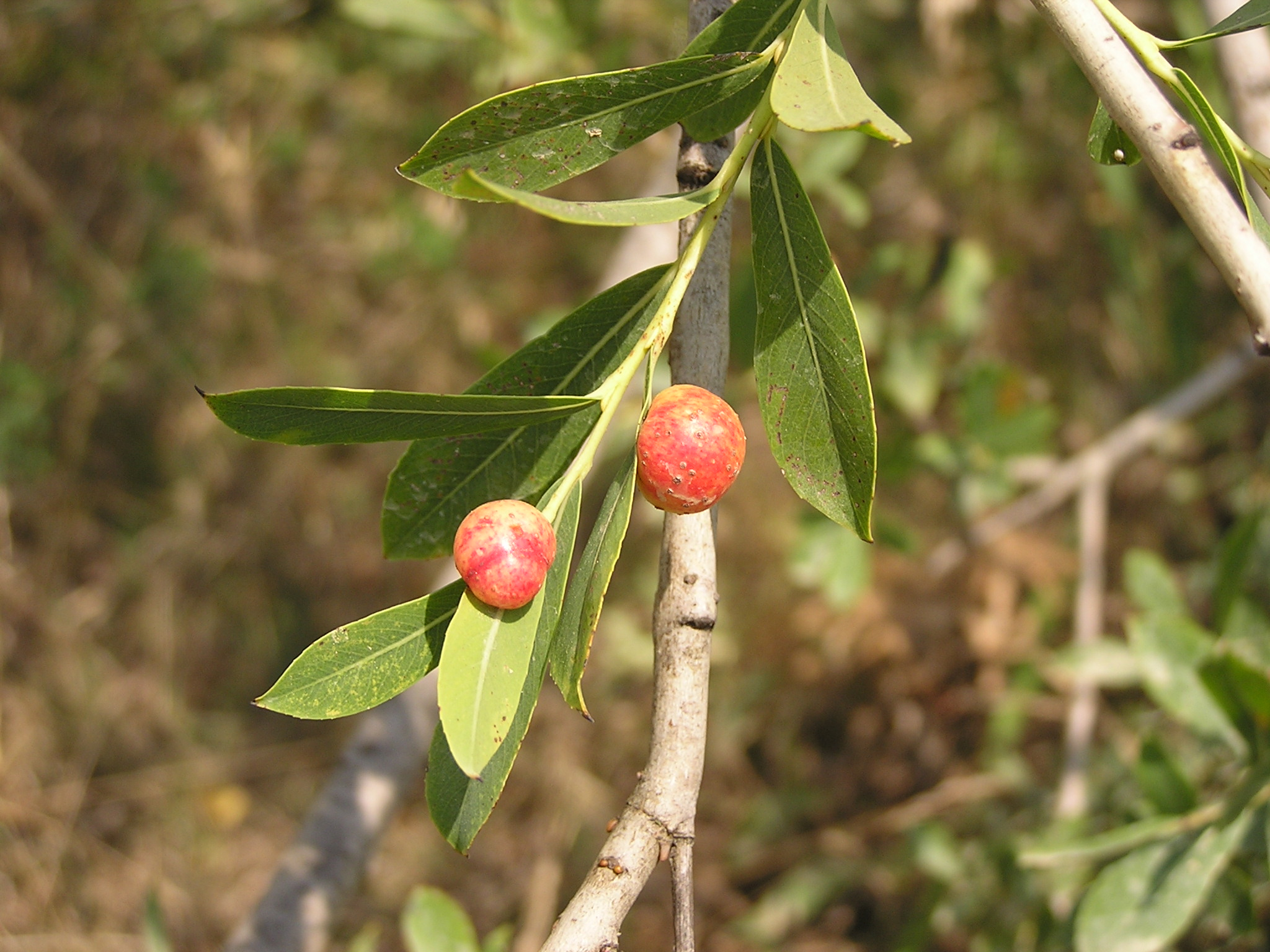
Galle plus colorée.
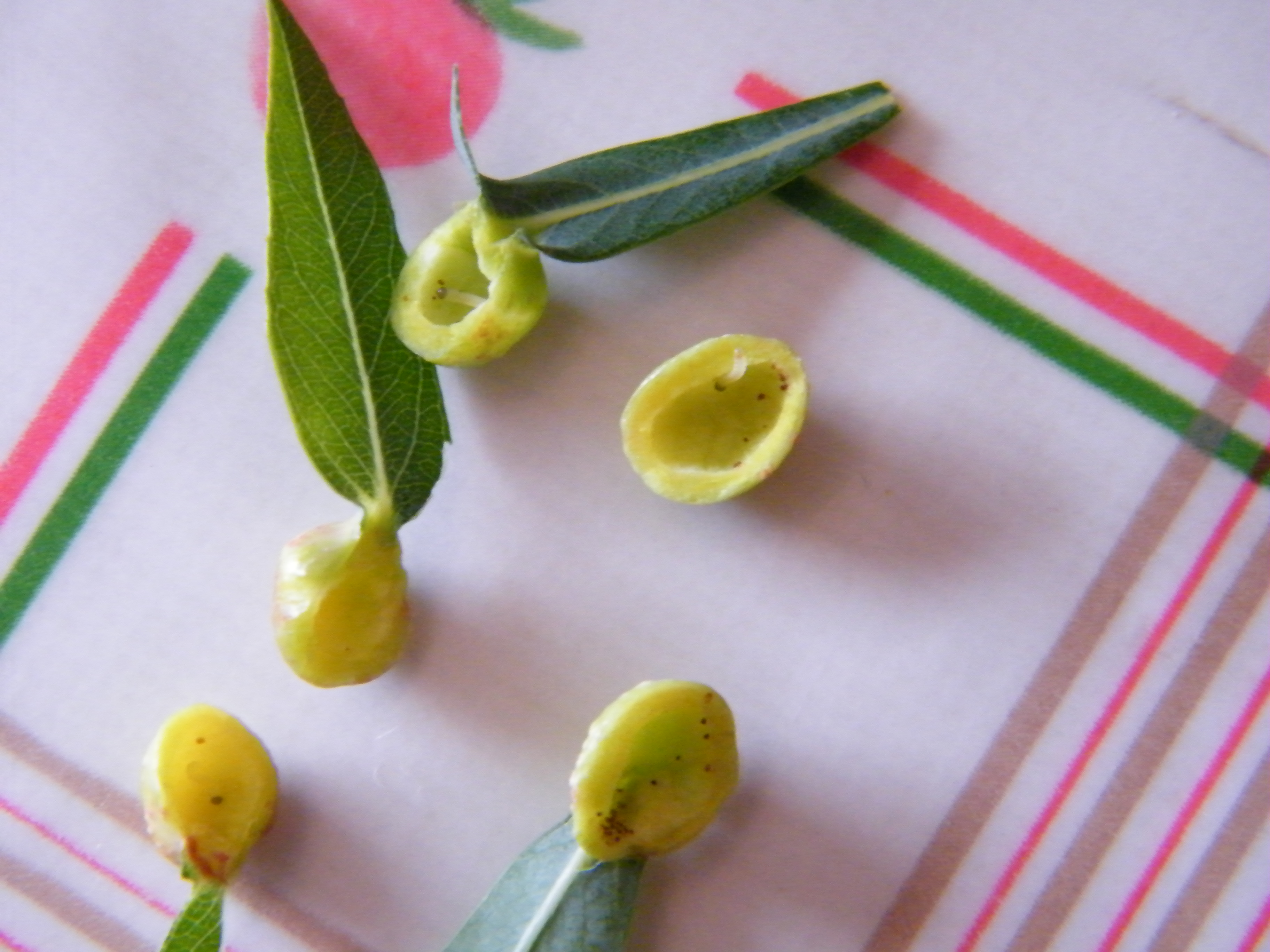
Galles ouvertes montrant la larve.